# Реакція Кольбе — Шмітта
Реа́кція Ко́льбе — Шмі́тта або процес Кольбе (названі на честь Германа Кольбе та Рудольфа Шмітта) — хімічна реакція, котра є методом отримання ароматичних гідроксикислот і полягає у карбоксилюванні феноляту натрію під дією діоксиду карбону у жорстких умовах (тиск 100 атм., температура 125 °C) із наступною обробкою суміші кислотою.
В промисловості ця реакція використовується для синтезу саліцилової кислоти, яка є прекурсором аспірину, а також β-гідроксинафтойної та інших кислот. Реакції Кольбе — Шмітта та її застосуванню був присвячений огляд.